# Mesoplasma lactucae
Mesoplasma lactucae è una specie di batterio appartenente alla famiglia delle Entomoplasmataceae.